# Полиньяк, Жюль Огюст Арман Мари
Жюль-Огю́ст-Арма́н-Мари́ Полинья́к, 3-й герцог де Полиньяк (граф, позже принц; фр. Jules, prince de Polignac; 14 мая 1780, Версаль, Франция — 2 марта 1847, Париж, Франция) — французский государственный деятель-ультрароялист.

## Биография
Жюль де Полиньяк родился в Версале. Он был младшим сыном герцога Арман Жюля де Полиньяка и Иоланды Габриэлы де Поластрон
Восприемницей его была Мария-Антуанетта, нежно любившая его мать] и доверившая ей воспитание своих детей. Ещё ребёнком он торжественно должен был поклясться отцу перед распятием, что будет до конца жизни вести борьбу против принципов и последствий революции.
За участие в заговоре Жоржа Кадудаля Полиньяк был приговорен к двухлетнему заключению в тюрьму, но оставался под арестом до 1814 года, когда ему удалось бежать.
При Людовике XVIII он был послан в Рим, где заявил себя сторонником крайнего абсолютизма. Сделавшись пэром Франции, он присягнул конституции лишь после того, как Папа устранил его религиозные сомнения насчет дозволительности подобной присяги. В 1820 году Папа за его рвение к католицизму дал ему титул римского князя.
Граф д’Артуа, будущий Карл X, хотел предложить ему пост министра, но Людовик XVIII ограничился назначением его послом в Лондон в 1823 году. Отсутствие талантов и знаний у Полиньяка не было тайной и для графа д’Артуа, и он сам, сделавшись королём, долго медлил с призывом Полиньяка в правительство. Когда министр иностранных дел граф де Ла Ферроне по состоянию здоровья ушёл в отставку, Карл Χ хотел назначить на его место Полиньяка, но остальные министры не допустили этого. Сознание собственной непопулярности вызвало со стороны Полиньяка торжественное заявление в палате пэров, что он придерживается совершенно конституционного образа мыслей; но это заявление было встречено насмешками.
После падения кабинета Мартиньяка Полиньяк 8 августа 1829 года стал министром иностранных дел и премьер-министром. На этом посту он явился главным виновником ордонансов 25 июля 1830 года, повлёкших за собою Июльскую революцию. 15 августа Полиньяк, переодетый лакеем, был узнан в Сент-Ло, арестован при громадном возбуждении народа и отвезён в венсенскую тюрьму. Защитником его перед палатой пэров был бывший противник его Мартиньяк, несмотря на все усилия которого, он был 21 декабря приговорён к лишению гражданских прав и пожизненному заключению. Шесть лет спустя, 29 ноября 1836 года он был помилован, но выслан из страны на 20 лет. В 1845 году ему разрешили вернуться во Францию при условии, что он никогда больше не поселится в Париже.
Жюль де Полиньяк умер в 1847 году в Сен-Жермене, из-за последствий заключения. За месяц до смерти он принял титул герцога де Полиньяка от своего старшего брата Армана, умершего бездетным.

## Семья и дети
В 1816 году Жюль-Огюст-Арман-Мари де Полиньяк женился на Барбаре Кэмпбелл (1788—1819) в Лондоне, и от этого брака родилось двое детей:
- Жюль-Арман де Полиньяк (1817—1890) — 4-й герцог де Полиньяк, в 1842 году женился на Амелии Бертон де Бальб де Крийон (1823—1904), его потомки носят титул герцога де Полиньяк.
- Сейна-Камилла де Полиньяк (1818—1833).

В 1824 году он снова женился в Лондоне на Мари Шарлотте Бутли-Паркинс (1792—1864), дочери Томаса Паркинса, 1-го барона Ранклиффа и Элизабет Джеймс. Она была вдовой с дочерью графа Сезара де Шуазеля Праслена (ум. 1821). Этот повторный брак будет отмечаться во второй раз в 1837 году после вынесения решения о его гражданской смерти после революции 1830 года.
От второго брака родилось пятеро детей:
- Альфонс де Полиньяк (1826—1862) — математик, офицер артиллерии, в 1860 году женился на Жанне Эмили Мирес (1838—1933), у них была дочь.
- Людовик де Полиньяк (1827—1904) — подполковник французской армии, участвовавший в колонизации Алжира, в 1874 году женился на Габриэль де Крей Дюльмен (1835—1905), детей не было.
- Иоланда де Полиньяк (1830—1855) — в 1848 году вышла замуж за Состена II де Ларошфуко, герцога Бисачча, герцога Дудовиля.
- Камиль де Полиньяк (1832—1913) — генерал-майор армии Конфедерации во время Гражданской войны в США, служил во Франции в звании генерала во время войны 1870—1871 гг, был дважды женат.
- Эдмон де Полиньяк (1834—1901) — аристократ, композитор и меценат, в 1893 году женился на Винаретте Сингер (1865—1943), детей не было.

## Сочинения
- Во время заключения в Гаме он написал «Considérations politiques» (Пар., 1832).
- Другие сочинения его:
  - «Études historiques, politiques et morales» (Париж, 1845);
  - «Réponse à mes adversaires» (там же).

## Образ в кино
- «Хромой дьявол» (Франция, 1948) — актёр Роберт Селер[фр.]